# 고사포해수욕장
고사포해수욕장(故沙浦海水浴場)은 전북특별자치도 부안군 변산면 운산리에 있는 해수욕장이다. 매월 음력 보름이나 그믐때에는 고사포해수욕장에서 하섬까지 약 2km 길이의 바닷길이 열리며 이 때에는 직접 바닷길을 걷거나 해루질을 할 수 있다.
 만조시 인근의 다른 해수욕장보다 수심이 깊다.